# Chiara Kreuzer
Chiara Kreuzer (născută Hölzl; n. 18 iulie 1997, Schwarzach im Pongau⁠(d), Salzburg, Austria) este o săritoare cu schiurile austriacă.

## Carieră
În 2013, a câștigat argintul la competiție pe echipe mixt la Campionatele Mondiale de la Val di Fiemme. În ianuarie 2015, a obținut primul ei podium la individual la Cupa Mondială clasându-se pe locul al treilea în al doilea concurs de la Sapporo în spatele Sarei Takanashi și a Carinei Vogt.
La Jocurile olimpice de iarnă din 2014 de la Soci, Rusia a ocupat locul al 25-lea la proba de sărituri cu schiurile.

## Cupa Mondială

### Clasamente (loc)
| Sezon     | General |
| --------- | ------- |
| 2012–2013 | 51      |
| 2013–2014 | 33      |
| 2014–2015 | 18      |

### Campionatul mondial de schi nordic
| Probă / Ediție            | Val di Fiemme 2013 | Falun 2015 |
| Individual (loc ocupat)   | 9                  | 16         |
| Echipe mixte (loc ocupat) | 2                  |            |